# فنتون جونز
فنتون جونز (بالإنجليزية: Fenton Jones)‏ هو موسيقي أمريكي، ولد في 2 يونيو 1907 في لوس أنجلوس في الولايات المتحدة، وتوفي في 30 يونيو 2003 في غلينديل في الولايات المتحدة.

## وصلات خارجية
- فنتون جونز على موقع IMDb (الإنجليزية)
- فنتون جونز على موقع ميوزك برينز (الإنجليزية)
- فنتون جونز على موقع ديسكوغز (الإنجليزية)